# Diana Zaripova
Diana Zaripova (in russo Диана Зарипова?) (Naberežnye Čelny, 1987) è una modella russa.

## Biografia
Diana Zaripova è la vincitrice del titolo di Miss Russia 2004 il 31 gennaio 2004 presso il Concert Hall di Mosca  La Zaripova ebbe la meglio sulle cinquantatré delegate regionali che presero parte alla gara. Al momento dell'incoronazione, la modella aveva diciassette anni ed era una studentessa dell'Università statale di Mosca.
In seguito Diana Zaripova ebbe l'opportunità di rappresentare la propria nazione in occasione del concorso di bellezza internazionale Miss Europa 2005, che si tenne a Parigi il 12 marzo 2005. La modella russa non riuscì a superare la fase preliminare del concorso e non ebbe accesso alle semifinali. L'edizione del concorso fu vinta dalla tedesca Shermine Shahrivar.